# Uchaux
Ne doit pas être confondu avec Uchaud.
Uchaux est une commune française, située dans le département de Vaucluse en région Provence-Alpes-Côte d'Azur.

## Géographie
Uchaux est une commune du nord-ouest du département, non loin des départements de la Drôme (dont elle est limitrophe) et du Gard, à 8 kilomètres au nord d'Orange.
|         | Mondragon | Rochegude (Drôme)                  |
| Mornas  | Uchaux    | Lagarde-Paréol, Sérignan-du-Comtat |
| Piolenc | Orange    |                                    |

### Accès et transports
La route départementale 11, rejointe par la route départementale 12, traverse la commune sur un axe nord-sud en passant par le bourg. La route départementale 172 traverse la commune sur un axe est-ouest au sud du bourg. Idem pour la route départementale 43 au niveau de la pointe sud de la commune.
Les autoroutes les plus proches sont l'A7 et l'A9 (toutes deux sortie 21 Orange-Centre).

### Relief
La commune se situe sur le revers d'une colline dont les deux extrémités sont occupées par Sérignan-du-Comtat et Lagarde-Paréol. Son point le plus bas, altitude de 44 mètres selon les cartes IGN, est situé au sud-ouest du bourg, à proximité du hameau des Grands Paluds (commune de Piolenc), et le sommet de la Roquette, son point le plus haut avec une altitude de 281 mètres selon les cartes IGN, se situe à l'est de la commune et du bourg.

### Géologie
Le massif d'Uchaux constitue une unité anticlinale dissymétrique axée est-ouest, à cœur crétacé, avec deux synclinaux, l'un au sud et l'autre au nord. Les sols de la commune au niveau des hauteurs du massif sont principalement composés de calcaires quartzeux. Le reste quant à lui est composé de sols marneux, de sols gréseux et de formations résiduelles ou faiblement remaniées, indifférenciées. Enfin, la partie au sud, est une plaine alluvionnaire.
La petite montagne de la Roquette est fossilifère et la plaine recouverte de coquillages univalves, témoins de la présence de la mer vocontienne.

### Sismicité
Les cantons de Bonnieux, Apt, Cadenet, Cavaillon, et Pertuis sont classés en zone « Ib » (risque faible). Tous les autres cantons du département de Vaucluse sont classés en zone « Ia » (risque très faible). Ce zonage correspond à une sismicité ne se traduisant qu'exceptionnellement par la destruction de bâtiments.

### Hydrographie et les eaux souterraines
La commune est traversée par plusieurs cours d'eau, dont des ruisseaux affluents de l'Aygues. Le ruisseau de la Roquette, le ruisseau le Rieu, le Valadas, le riou au niveau de la Mayre Sableuse et enfin la Mayre Monteuse. À noter aussi le passage du canal de Pierrelatte.

### Climat
Pour des articles plus généraux, voir Climat de Provence-Alpes-Côte d'Azur et Climat de Vaucluse.
En 2010, le climat de la commune est de type climat méditerranéen franc, selon une étude du Centre national de la recherche scientifique s'appuyant sur une série de données couvrant la période 1971-2000. En 2020, Météo-France publie une typologie des climats de la France métropolitaine dans laquelle la commune est exposée à un climat méditerranéen et est dans la région climatique  Provence, Languedoc-Roussillon, caractérisée par une pluviométrie faible en été, un très bon ensoleillement (2 600 h/an), un été chaud (21,5 °C), un air très sec en été, sec en toutes saisons, des vents forts (fréquence de 40 à 50 % de vents > 5 m/s) et peu de brouillards.
Pour la période 1971-2000, la température annuelle moyenne est de 13,8 °C, avec une amplitude thermique annuelle de 17,5 °C. Le cumul annuel moyen de précipitations est de 765 mm, avec 5,9 jours de précipitations en janvier et 3,2 jours en juillet. Pour la période 1991-2020, la température moyenne annuelle observée sur la station météorologique de Météo-France la plus proche, « Orange », sur la commune d'Orange à 8 km à vol d'oiseau, est de 14,8 °C et le cumul annuel moyen de précipitations est de 719,6 mm. 
La température maximale relevée sur cette station est de 42,7 °C, atteinte le 22 août 2023 ; la température minimale est de −14,5 °C, atteinte le 10 février 1956,,.
Les paramètres climatiques de la commune ont été estimés pour le milieu du siècle (2041-2070) selon différents scénarios d'émission de gaz à effet de serre à partir des nouvelles projections climatiques de référence DRIAS-2020. Ils sont consultables sur un site dédié publié par Météo-France en novembre 2022.

## Urbanisme

### Typologie
Au 1er janvier 2024, Uchaux est catégorisée commune rurale à habitat dispersé, selon la nouvelle grille communale de densité à sept niveaux définie par l'Insee en 2022.
Elle est située hors unité urbaine. Par ailleurs la commune fait partie de l'aire d'attraction d'Orange, dont elle est une commune de la couronne,. Cette aire, qui regroupe 10 communes, est catégorisée dans les aires de 50 000 à moins de 200 000 habitants,.

### Occupation des sols
L'occupation des sols de la commune, telle qu'elle ressort de la base de données européenne d’occupation biophysique des sols Corine Land Cover (CLC), est marquée par l'importance des territoires agricoles (50,6 % en 2018), en diminution par rapport à 1990 (52,9 %). La répartition détaillée en 2018 est la suivante : 
forêts (45,6 %), cultures permanentes (26,8 %), zones agricoles hétérogènes (23,9 %), zones urbanisées (3,7 %). L'évolution de l’occupation des sols de la commune et de ses infrastructures peut être observée sur les différentes représentations cartographiques du territoire : la carte de Cassini (XVIIIe siècle), la carte d'état-major (1820-1866) et les cartes ou photos aériennes de l'IGN pour la période actuelle (1950 à aujourd'hui).

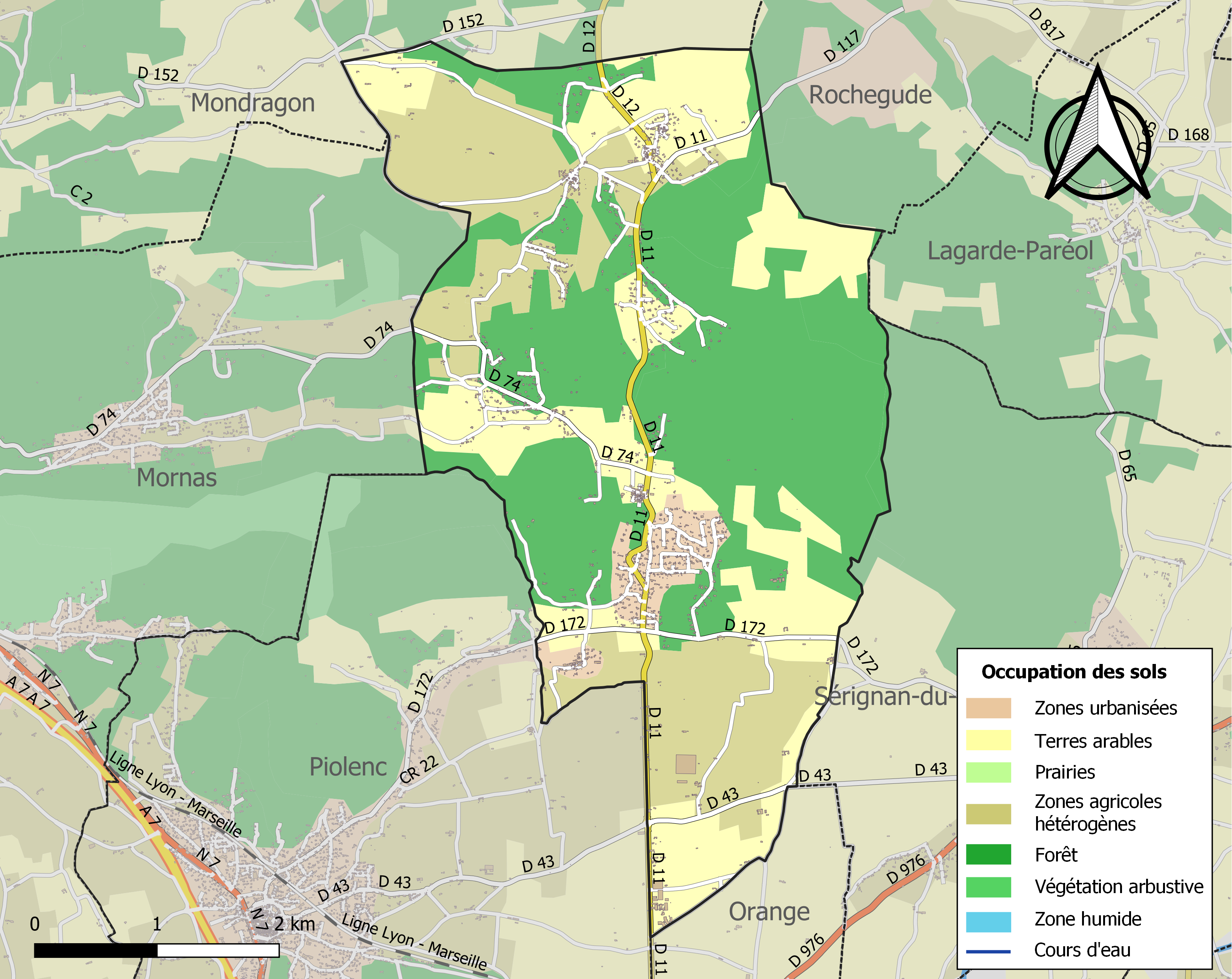
Carte des infrastructures et de l'occupation des sols de la commune en 2018 (CLC).

## Toponymie
La forme la plus ancienne est Uchau, attestée en 1167, qui dérive ensuite en Ochaus (1210). Ces toponymes suggèrent deux hypothèses : soit le nom de la commune proviendrait d'une borne milliaire (à l'image de la commune d'Uchaud dans le Gard. Toutefois aucune borne n'a jamais été retrouvée à Uchaux et la commune se situe à moins de huit milles romains d'Orange), soit d'un homme latin dénommé Octavius.

## Histoire

### Préhistoire et Antiquité
La présence d'hommes du Néolithique est attestée aux Peyrards où ont été retrouvés des perçoirs, des pointes de flèches taillées et des haches.
Sous l'Empire romain, Uchaux était traversée par la via Agrippa de la vallée du Rhône. Son tracé au nord de la commune fait toujours débat, mais au sud elle est recouverte par l'actuelle D11 et suit la limite avec la commune de Piolenc. La colonisation romaine a laissé d'importantes traces au hameau des Farjons (vases, poteries et statuettes). Par ailleurs un imposant masque funéraire (ou larve) du IIe siècle, découvert à Uchaux en 1849, est exposé au musée archéologique de Lyon Lugdunum.

### Moyen Âge

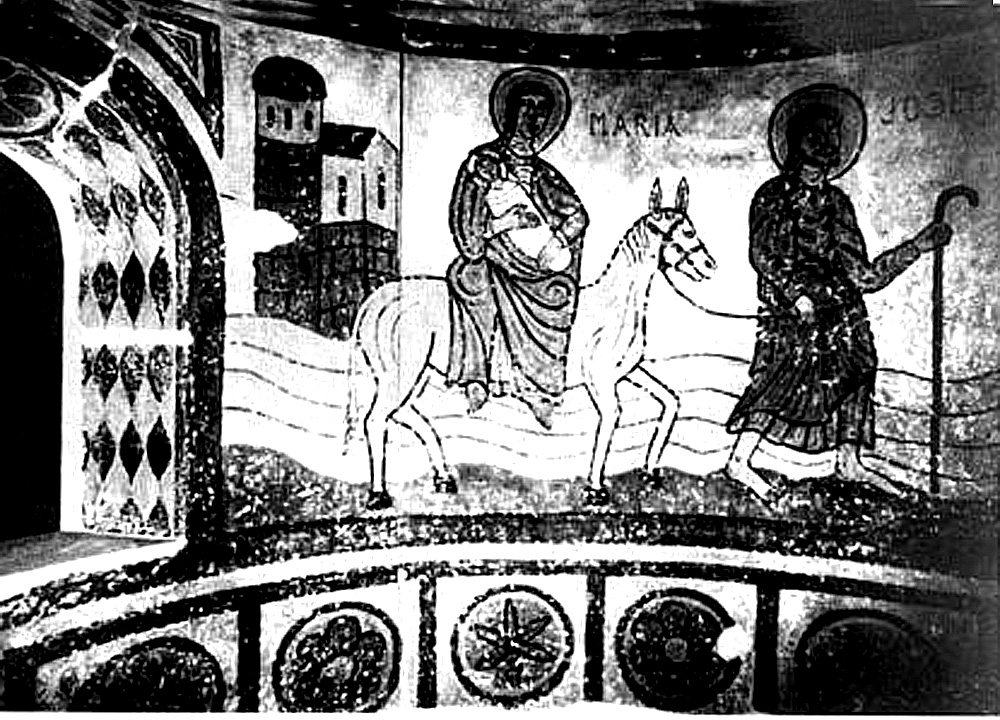
Fresque de l'abside de la chapelle Saint-Michel du Castellas, vers 1880.

Le noyau du village s'est initialement constitué autour de son castrum médiéval et de sa chapelle castrale placée sous le vocable de Saint-Michel.
Le 2 des ides de juillet 1210, le comte Raymond VI de Toulouse, marquis de Provence, donne Uchaux en fief à Guillaume des Baux, prince d'Orange. Dans cette transaction, le comte récupérait Vacqueyras. Après le transfert du Comtat Venaissin à Rome, en 1274, Raymond des Baux, seigneur d'Uchaux, dut rendre hommage à Nicolà de Franzesi, recteur du Comtat en 1297.
Au cours du XIVe siècle, Aymar de Poitiers-Valentinois, beau-frère de Grégoire XI, restaura le castro de Ocatavio et y installa une garnison de 300 hommes.

### Renaissance
Lors des guerres de religion, en 1563, le château fut pris d'assaut par le duc de Crussol, venu d'Uzès à la tête de ses troupes religionnaires. La forteresse fut incendiée et laissée à l'abandon. Elle prit dès lors le nom de Castelas (château en ruines).

### Période moderne
Le 12 août 1793 fut créé le département de Vaucluse, constitué des districts d'Avignon et de Carpentras, mais aussi de ceux d'Apt et d'Orange, qui appartenaient aux Bouches-du-Rhône, ainsi que du canton de Sault, qui appartenait aux Basses-Alpes.
Au cours du XIXe siècle, l'économie de la commune dépendait à la fois de ses bois (chênes verts, producteurs de truffes), de ses vignes et de la garance, cultivée en plaine.

### Période contemporaine
En 1937, une partie du vignoble de la commune obtient l’appellation côtes-du-rhône. Ce terroir est aujourd'hui classé en massif-d'uchaux (côtes-du-rhône villages).

### Héraldique
| Armes de Uchaux | Les armes peuvent se blasonner ainsi : De gueules à la borne milliaire d'argent portant le chiffre VIII romain de sable, au chef échiqueté aussi de gueules et aussi d'argent de trois tires. |

## Politique et administration
| Période          | Période                 | Identité                     | Étiquette | Qualité |
| ---------------- | ----------------------- | ---------------------------- | --------- | ------- |
| Juillet 1790     | décembre 1790           | Jean FAURE                   |           |         |
| Décembre 1790    | décembre 1791           | Laurent FEBRE                |           |         |
| Décembre 1791    | janvier 1793            | Jean FERRAND                 |           |         |
| Janvier 1793     | frimaire an III         | Laurent FEBRE                |           |         |
| Frimaire an III  | ventôse an III          | Joseph FAURE                 |           |         |
| Ventôse an III   | fructidor an III (1806) | Roch FARJON                  |           |         |
| Août 1806        | décembre 1807           | Jean-Claude PELLET           |           |         |
| Décembre 1807    | juillet 1810            | Jean FAURE                   |           |         |
| Juillet 1810     | juillet 1815            | Joseph D’HUGUES              |           |         |
| Juillet 1815     | septembre 1848          | Alexis SABON                 |           |         |
| Septembre 1848   | mars 1862               | Joseph MAZOYER               |           |         |
| Mars 1862        | mai 1876                | André FARJON                 |           |         |
| 21 janvier 1878  | 18 mai 1884             | Jean PARIZOT                 |           |         |
| 18 mai 1884      | 27 mai 1888             | André FARJON                 |           |         |
| 27 mai 1888      | 15 mai 1892             | Flavien NICOLAS              |           |         |
| 15 mai 1892      | octobre 1918            | Isidore VINCENTY             |           |         |
| Octobre 1918     | 10 décembre 1919        | Irenée FARJON                |           |         |
| 10 décembre 1919 | 17 mai 1925             | Henri MONIER DE SAINT-ESTEVE |           |         |
| 17 mai 1925      | 6 mars 1932             | Paul MAZOYER                 |           |         |
| 6 mars 1932      | 6 septembre 1944        | Emmanuel VINCENTY            |           |         |
| 6 septembre 1944 | 22 mars 1959            | René CLEMENT                 |           |         |
| 22 mars 1959     | 26 mars 1977            | Jean NICOLAS                 |           |         |
| 26 mars 1977     | 20 mars 1991            | Jacques BAUDELOT             |           |         |
| 20 mars 1991     | 9 mars 2008             | Guy PONCIN                   |           |         |
| 9 mars 2008      | 23 mars 2014            | Joseph SAURA                 |           |         |
| 23 mars 2014     | 15 mars 2020            | Joseph SAURA                 |           |         |
| 15 mars 2020     | 6 décembre 2024         | Christine Lanthelme          |           |         |
| 6 décembre 2024  | mars 2026               | Joseph SAURA                 |           |         |

### Intercommunalité
La commune fait partie de la communauté de communes Aygues Ouvèze en Provence. Celle-ci a été créée le 31 décembre 1992.

### Fiscalité
| Taxe                                                | Part communale | Part intercommunale | Part départementale | Part régionale |
| --------------------------------------------------- | -------------- | ------------------- | ------------------- | -------------- |
| Taxe d'habitation (TH)                              | 10,05 %        | 0,00 %              | 7,45 %              | 0,00 %         |
| Taxe foncière sur les propriétés bâties (TFPB)      | 17,99 %        | 0,00 %              | 10,20 %             | 2,36 %         |
| Taxe foncière sur les propriétés non bâties (TFPNB) | 56,60 %        | 0,00 %              | 28,96 %             | 8,85 %         |
| Taxe professionnelle (TP)                           | 14,09 %*       | 0,00 %              | 13,00 %             | 3,84 %         |

La part régionale de la taxe d'habitation n'est pas applicable.
La taxe professionnelle est remplacée en 2010 par la cotisation foncière des entreprises (CFE) portant sur la valeur locative des biens immobiliers et par la cotisation sur la valeur ajoutée des entreprises (CVAE) (les deux formant la contribution économique territoriale (CET) qui est un impôt local instauré par la loi de finances pour 2010).

## Population et société

### Démographie

#### Évolution démographique
L'évolution du nombre d'habitants est connue à travers les recensements de la population effectués dans la commune depuis 1793. Pour les communes de moins de 10 000 habitants, une enquête de recensement portant sur toute la population est réalisée tous les cinq ans, les populations de référence des années intermédiaires étant quant à elles estimées par interpolation ou extrapolation. Pour la commune, le premier recensement exhaustif entrant dans le cadre du nouveau dispositif a été réalisé en 2005.

En 2022, la commune comptait 1 702 habitants, en évolution de +5,39 % par rapport à 2016 (Vaucluse : +1,73 %, France hors Mayotte : +2,11 %).
| 1793 | 1800 | 1806 | 1821 | 1831 | 1836 | 1841 | 1846 | 1851 |
| ---- | ---- | ---- | ---- | ---- | ---- | ---- | ---- | ---- |
| 417  | 335  | 481  | 545  | 563  | 604  | 644  | 658  | 685  |

| 1856 | 1861 | 1866 | 1872 | 1876 | 1881 | 1886 | 1891 | 1896 |
| ---- | ---- | ---- | ---- | ---- | ---- | ---- | ---- | ---- |
| 704  | 726  | 703  | 673  | 649  | 648  | 635  | 617  | 597  |

| 1901 | 1906 | 1911 | 1921 | 1926 | 1931 | 1936 | 1946 | 1954 |
| ---- | ---- | ---- | ---- | ---- | ---- | ---- | ---- | ---- |
| 567  | 549  | 522  | 454  | 429  | 422  | 372  | 343  | 325  |

| 1962 | 1968 | 1975 | 1982 | 1990  | 1999  | 2005  | 2006  | 2010  |
| ---- | ---- | ---- | ---- | ----- | ----- | ----- | ----- | ----- |
| 336  | 382  | 460  | 630  | 1 322 | 1 465 | 1 387 | 1 373 | 1 386 |

| 2015  | 2020  | 2022  | - | - | - | - | - | - |
| ----- | ----- | ----- | - | - | - | - | - | - |
| 1 582 | 1 674 | 1 702 | - | - | - | - | - | - |

## Économie

### Commerce

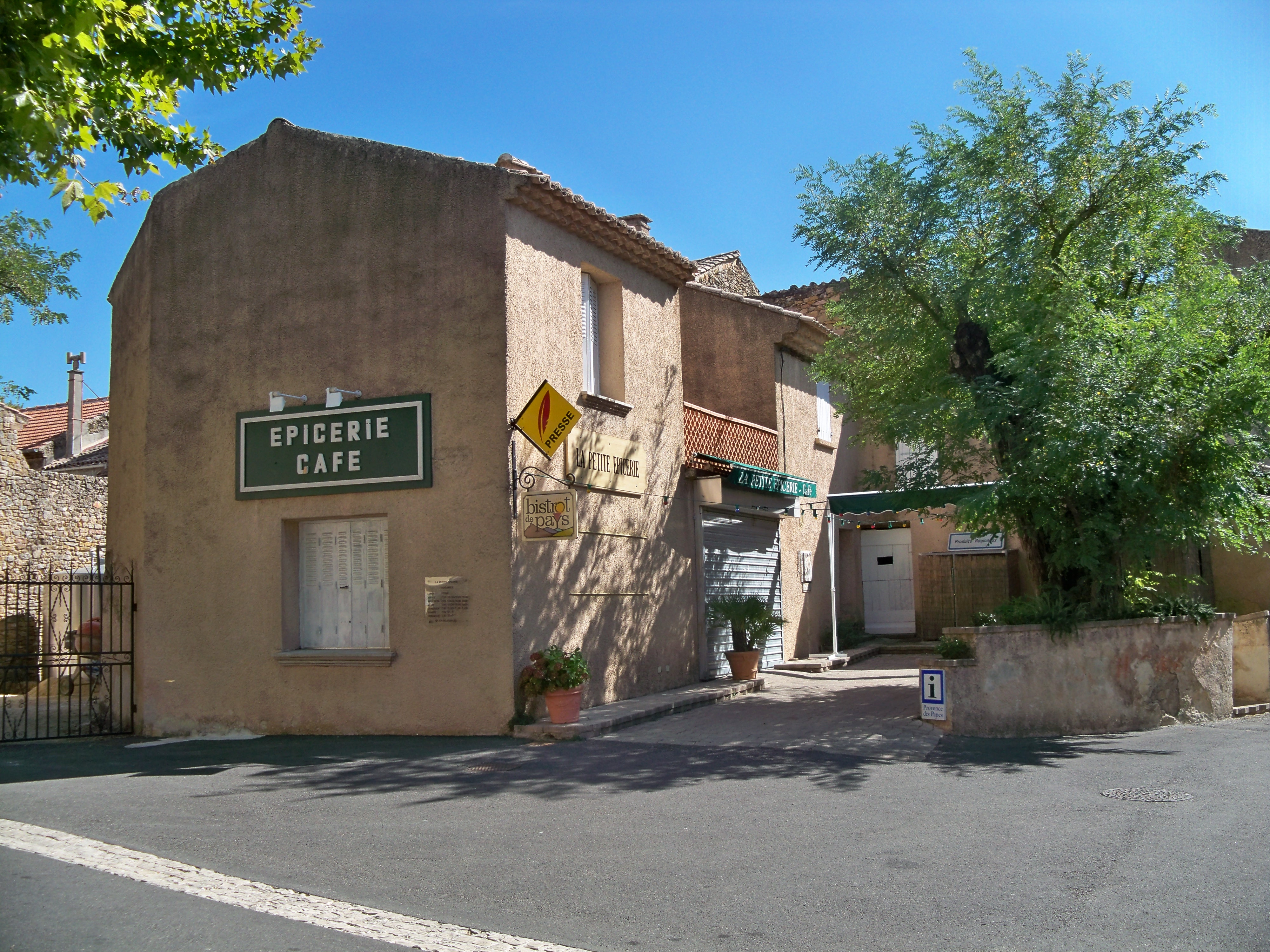
Bistrot de Pays d'Uchaux « Les Acacias ».

La Petite Épicerie, qui porte le label Bistrot de Pays, adhère à une charte qui a but de « contribuer à la conservation et à l’animation du tissu économique et social en milieu rural par le maintien d’un lieu de vie du village »,. Elle propose alimentation générale, café, dépôt de pain, presse, produits du terroir, cartes postales, vins, informations touristiques.

### Tourisme
Tourisme viticole (plusieurs caves de dégustation) et tourisme de randonnées (plusieurs circuits pédestres et vélo à proximité) constituent les principaux modes. On trouve sur la commune plusieurs gîtes et chambres d'hôtes qui permettent l'accueil des touristes.

### Agriculture

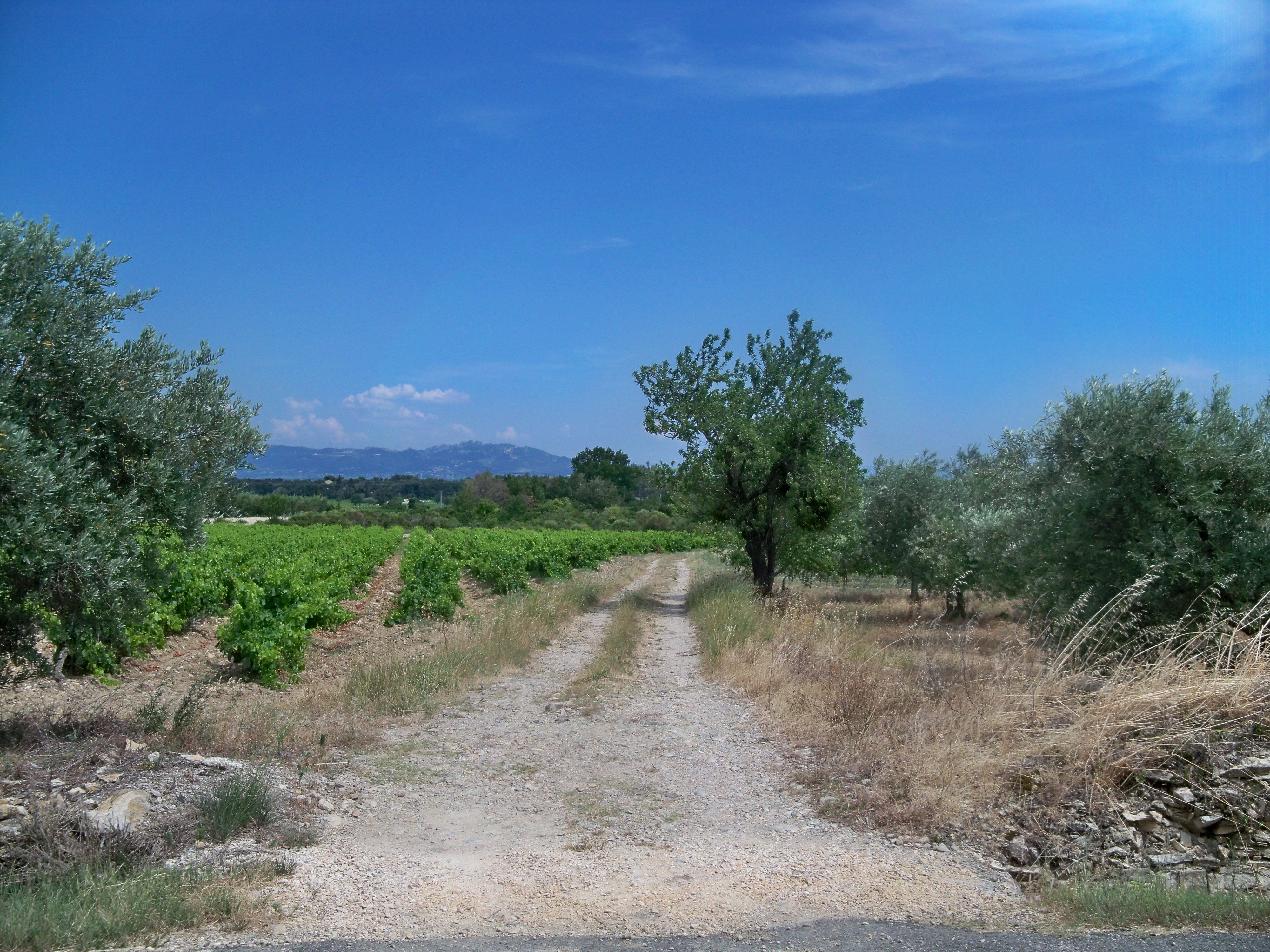
Vignobles et oliveraie du massif d'Uchaux.

Le vignoble produit des vins classés en côtes-du-rhône-villages massif-d'uchaux. Les vins qui ne sont pas en appellation d'origine contrôlée peuvent revendiquer, après agrément, le label vin de pays de la Principauté d'Orange. L'olivier fait aussi partie des cultures pratiquées sur la commune.

## Culture et patrimoine

### Culture
- Sentier botanique Jean-Henri-Fabre.

### Patrimoine civil

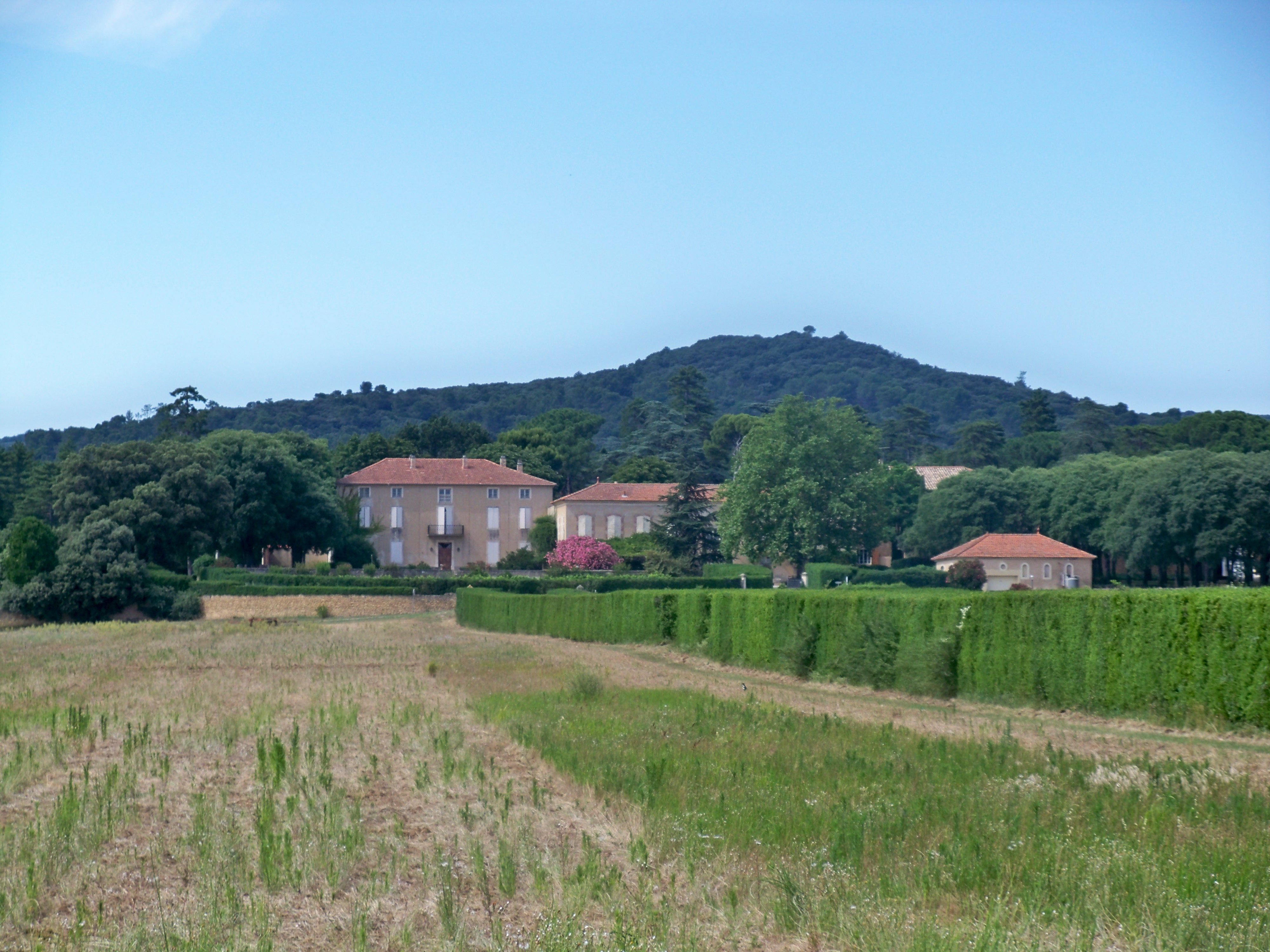
Château Saint-Estève à Uchaux.

- Château d'Uchaux : le Castellas[33] (une scène de long-métrage a été tournée dans les ruines du château en 1999 par le réalisateur Julien Richard-Thomson, ancien élève de l'école d'Uchaux Les Farjons, Dans les griffes du Samouraï, une comédie d'action).
- Château Saint-Estève[34].
- Monument aux morts[35].

### Patrimoine religieux
La première église paroissiale fut Saint-Michel au Castellas, citée dès 1128. Elle est jouxtée par la chapelle de Notre-Dame de l'Assomption, qui était recouverte de fresques du XIIIe siècle. Au cours des années 1950, celles-ci ont été déposées et vendues à l'étranger par un antiquaire. Saint-Michel perdit son statut paroissial en 1837, il passa alors provisoirement à l'église Saint-Roch, au quartier des Farjons. Dans le même temps, une nouvelle église placée sous le vocable de Saint-Michel fut construite au hameau de la Galle et consacrée en 1840.
La chapelle Saint-Michel.

## Équipements ou Services

### Transports urbains
Bus pour les collégiens et lycéens en direction d'Orange, vers le collège Barbara-Hendricks ou le lycée de l'Arc.

### Enseignement
La commune possède une école primaire publique La Galle. Ensuite les élèves sont généralement inscrits au collège Barbara-Hendricks à Orange,, puis au lycée polyvalent régional de l'Arc, toujours à Orange,.
La commune possède également une bibliothèque au niveau de la place Gisèle Caillat.

### Sports
Plusieurs clubs et associations à but sportifs sont présents sur la commune : VTT, tennis, yoga, gymnastique...
À noter l'existence d'un circuit cyclo « Tour du Massif d’Uchaux », ainsi que le passage de GR.

### Santé
On trouve plusieurs professionnels de la santé sur la commune : généraliste, dentiste, infirmiers, kinésithérapeute, gynécologue.

## Vie locale

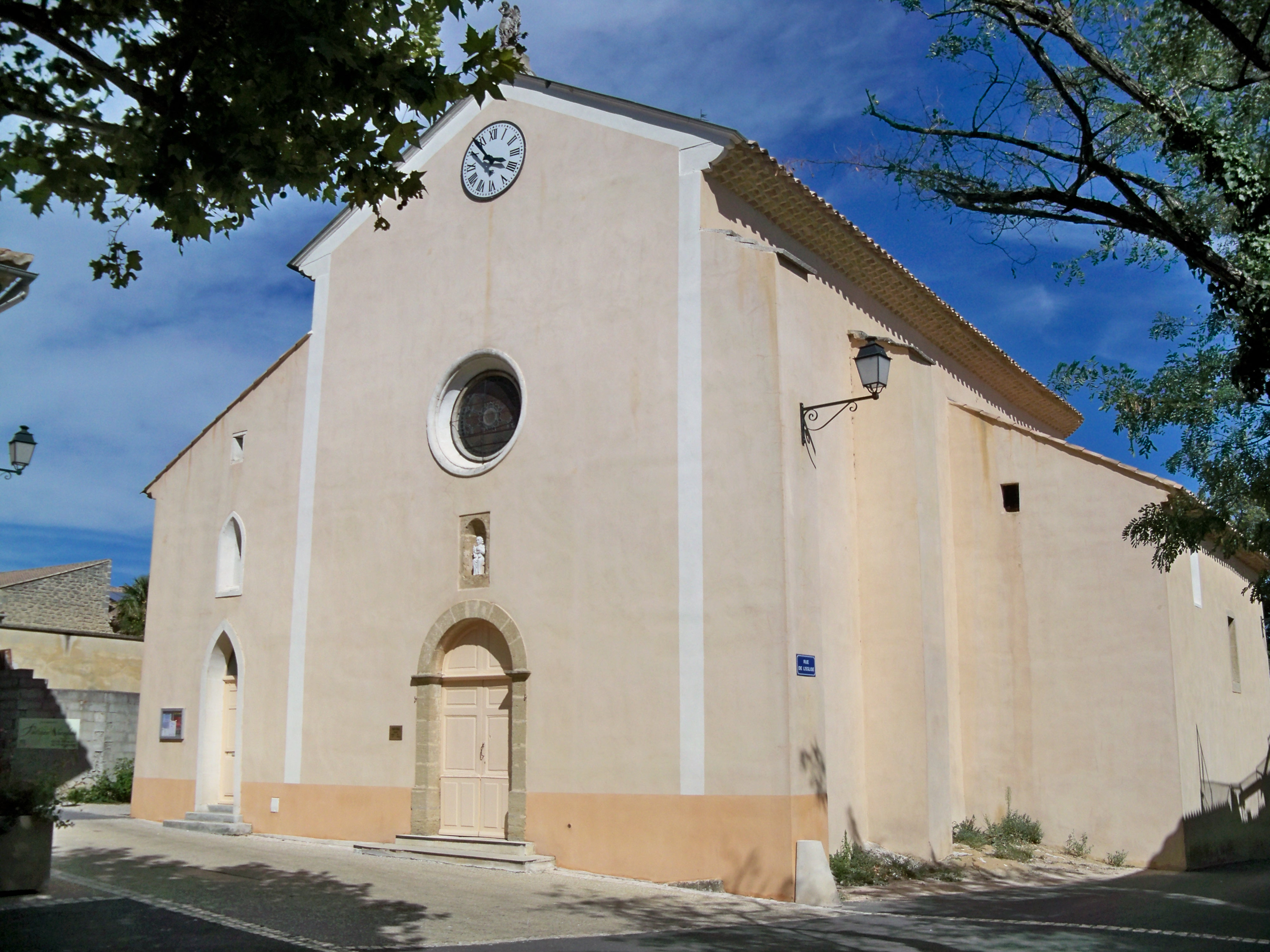
Église d'Uchaux.

### Cultes
La paroisse catholique fait partie du diocèse d'Avignon, doyenné d'Orange Bollène. L'église Saint-Michel se trouve dans le hameau de la Galle.

### Écologie et recyclage
La collecte et le traitement des déchets des ménages et déchets assimilés, la gestion de l'assainissement collectif, la lutte contre les nuisances sonores, le contrôle de la qualité de l'air et la protection, et mise en valeur de l'environnement font partie des compétences de la communauté de communes Aygues Ouvèze en Provence.